# Basilisa
Basilisa (Bayan ng Basilisa) är en kommun i Filippinerna. Kommunen tillhör provinsen Dinagatöarna och ligger på ön med samma namn. Folkmängden uppgår till 26 489 invånare.

## Barangayer
Basilisa är indelat i 27 barangayer.
| - Benglen - Catadman (Kapakyan) - Columbus - Coring - Cortes - Diegas - Doña Helene - Edera - Ferdinand - Geotina - Imee (Bactasan) - Melgar - Montag - Navarro | - New Nazareth - Poblacion - Puerto Princesa - Rita Glenda - Roma - Roxas - Santa Monica - Santo Niño - Sering - Sombrado - Tag-abaca - Villa Ecleo - Villa Pantinople |